# Vice-Premier ministre de Maurice
Vice-Premier ministre de Maurice est une fonction gouvernementale mauricienne créé en 2005, dont le titulaire est déclaré vice-Premier ministre.
Paul Bérenger occupe cette fonction depuis 2024.

## Liste des titulaires
| Portrait                | Titulaire (Naissance-mort)                | Élection | Mandat           | Mandat           | Mandat                     | Fonctions ministérielles pendant le mandat                                                          | Parti politique | Parti politique | Réf.  |
| Portrait                | Titulaire (Naissance-mort)                | Élection | Début            | Fin              | Durée                      | Fonctions ministérielles pendant le mandat                                                          | Parti politique | Parti politique | Réf.  |
| ----------------------- | ----------------------------------------- | -------- | ---------------- | ---------------- | -------------------------- | --------------------------------------------------------------------------------------------------- | --------------- | --------------- | ----- |
| Rama Sithanen           | Rama Sithanen (né en 1954)                | 2005     | 5 juillet 2005   | 5 mai 2010       | 4 ans et 10 mois           | Finances et Développement économique                                                                |                 | PTr             |       |
| Xavier-Luc Duval        | Xavier-Luc Duval (né en 1958)             | 2005     | 5 juillet 2005   | 5 mai 2010       | 9 ans et 1 jour            | Tourisme et Loisirs                                                                                 |                 | PMSD            |       |
| Xavier-Luc Duval        | Xavier-Luc Duval (né en 1958)             | 2010     | 5 mai 2010       | 6 juillet 2014   | 9 ans et 1 jour            | Tourisme et Loisirs Finances et Développement économique                                            |                 | PMSD            |       |
| Pravind Jugnauth        | Pravind Jugnauth (né en 1961)             | 2010     | 11 mai 2010      | 26 juillet 2011  | 1 an, 2 mois et 15 jours   | Finances et Développement économique                                                                |                 | MSM             |       |
| Anil Bachoo             | Anil Bachoo (né en 1953)                  | 2010     | 30 juillet 2011  | 17 décembre 2014 | 3 ans, 4 mois et 17 jours  | Infrastructure publique, Unité de développement national, Transports terrestres et Marine marchande |                 | PTr             |       |
| Ivan Collendavelloo     | Ivan Collendavelloo (né en 1950)          | 2014     | 17 décembre 2014 | 20 décembre 2016 | 2 ans et 3 jours           | Énergie et Services publics                                                                         |                 | ML              |       |
| Showkutally Soodhun     | Showkutally Soodhun (né en 1951)          | 2014     | 17 décembre 2014 | 10 novembre 2017 | 2 ans, 10 mois et 24 jours | Logement et Terres                                                                                  |                 | MSM             | [ 1 ] |
| Fazila Jeewa-Daureeawoo | Fazila Jeewa-Daureeawoo                   | 2014     | 16 novembre 2017 | 12 novembre 2019 | 1 an, 11 mois et 27 jours  | Collectivités locales et îles périphériques                                                         |                 | MSM             | [ 2 ] |
| Ivan Collendavelloo     | Ivan Collendavelloo (né en 1950)          | 2019     | 12 novembre 2019 | 25 juin 2020     | 7 mois et 13 jours         | Énergie et Services publics                                                                         |                 | ML              | ,     |
| Leela Devi Dookun       | Leela Devi Dookun-Lutchoomun (né en 1961) | 2019     | 12 novembre 2019 | 22 novembre 2024 | 5 ans et 10 jours          | Éducation et Ressources humaines, Enseignement supérieur et Recherche scientifique                  |                 | MSM             | [ 3 ] |
| Mohammad Anwar Husnoo   | Mohammad Anwar Husnoo (né en 1951)        | 2019     | 12 novembre 2019 | 22 novembre 2024 | 5 ans et 10 jours          | Collectivités locales et des îles périphériques                                                     |                 | MSM             | [ 3 ] |
| Louis Obeegadoo         | Louis Obeegadoo (né en 1961)              | 2019     | 25 juin 2020     | 22 novembre 2024 | 4 ans, 4 mois et 28 jours  | Énergie et Services publics, Logement et Terres                                                     |                 | MSM             | [ 4 ] |
| Paul Bérenger           | Paul Bérenger (né en 1945)                | 2024     | 22 novembre 2024 | en cours         | 7 mois et 10 jours         | Sans portefeuille                                                                                   |                 | MMM             | [ 5 ] |